# NAC Breda (vrouwenvoetbal)
NAC Breda Vrouwen is een Nederlands vrouwenvoetbalteam uit het Noord-Brabantse Breda, onderdeel van NAC Breda, welke is opgericht op 1 juli 2024. De club kwam in het seizoen 2024/25 uit in de Vrouwen Eerste divisie. Vanaf het seizoen 2025/26 komt NAC Breda, mede vanwege de opheffing van Fortuna Sittard, uit in de Vrouwen Eredivisie.

## Organisatie
| Management   |           |                        |      |
| Pia Rijsdijk | Nederland | Manager Vrouwenvoetbal | 2024 |

Bijgewerkt tot 19 april 2024

## Eerste elftal

### Selectie
| Nr.           | Nat.               | Naam                     | Contract | Vorige club          |
| ------------- | ------------------ | ------------------------ | -------- | -------------------- |
| Keepers       |                    |                          |          |                      |
|               | Vlag van Nederland | Donna van der Meulen     |          | VV Nieuwerkerk       |
|               | Vlag van Nederland | Nikki de Haan            |          | Excelsior Rotterdam  |
|               | Vlag van Nederland | Floor Oussoren           |          | Excelsior Rotterdam  |
| Verdedigers   |                    |                          |          |                      |
|               | Vlag van Nederland | Nikki van den Burg       |          | Jong ADO Den Haag    |
|               | Vlag van Nederland | Elaine Fertoute          |          | BVV Barendrecht      |
|               | Vlag van Nederland | Minke Goutier            |          | VV Baronie MO20      |
|               | Vlag van Nederland | Sarina Heijblom          |          | Feyenoord            |
|               | Vlag van Nederland | Kim Hendriks             |          | Excelsior            |
|               | Vlag van Nederland | Kiki Heshof              |          | Jong Feyenoord       |
|               | Vlag van Nederland | Indy Meerding            |          | Jong Excelsior       |
|               | Vlag van Nederland | Fleur Mol                |          | Excelsior            |
|               | Vlag van Nederland | Lieve Mol                |          | Jong Excelsior       |
|               | Vlag van Nederland | Lynn Verhoef             |          | Jong ADO Den Haag    |
| Middenvelders |                    |                          |          |                      |
|               | Vlag van Nederland | Suus de Blij             |          | Jong Excelsior       |
|               | Vlag van Nederland | Stephanie Coelho Aurélio |          | Excelsior            |
|               | Vlag van Nederland | Isa Warps                |          | KRC Genk             |
|               | Vlag van Nederland | Merle Zieleman           |          | SV Saestum           |
| Aanvallers    |                    |                          |          |                      |
|               | Vlag van Nederland | Mila Cober               |          | Jong Fortuna Sittard |
|               | Vlag van Nederland | Brigitte Franken         |          | Jong ADO Den Haag    |
|               | Vlag van Tunesië   | Kamar Lamouz             |          | Excelsior Rotterdam  |
|               | Vlag van Nederland | Eva Nguyen               |          | Jong Feyenoord       |
|               | Vlag van Nederland | Cacharel Promes          |          | Jong PSV             |
|               | Vlag van Nederland | July Schneijderberg      |          | Feyenoord            |
|               | Vlag van Nederland | Anouk Versluijs          |          | KRC Genk             |
|               | Vlag van Nederland | Ela Yetim                |          | SV OSS '20           |

Bijgewerkt tot 13 februari 2025

### Staf
| Naam            | Nationaliteit | Functie      | Sinds      | Contract | Vorige club |
| --------------- | ------------- | ------------ | ---------- | -------- | ----------- |
| Technische Staf |               |              |            |          |             |
| Jan de Hoon     | Nederland     | Hoofdtrainer | 01-08-2025 |          |             |

Laatste update: 3 juli 2025

## Overzichtslijsten

### Competitie
- 2025 3e
Eerste divisie

In elke staaf van de grafiek staat van boven naar beneden vermeld: 
- Eindnotering

Dit is de positie die de club heeft bereikt in de competitie, zonder eventuele beslissings-, play-off- of nacompetitiewedstrijden die nodig zijn geweest om bijvoorbeeld de kampioen van de competitie te bepalen.
Indien een * achter het getal staat is de notering een tussenstand en kan het zijn dat de notering niet overeenkomt met de uiteindelijke eindstand van de competitie.
Staat er een - dan is het seizoen nog bezig en is er geen definitieve uitslag bekend.
Staat er xx op de positie van de notering, dan heeft de club vroegtijdig de competitie verlaten. Dit kan onder andere komen door terugtrekking van het team, faillissement van de club of door een uitgedeelde straf van de KNVB. In veel gevallen staat elders in het artikel de reden vermeld.
Staat er een ? dan is het resultaat uit het verleden onbekend, en is alleen de competitie of het niveau bekend van dat seizoen.
In de seizoenen 2019/20 en 2020/21 werd wegens de coronacrisis het amateurvoetbal afgebroken. Daardoor kennen deze staven geen eindklassering (middels -- weergegeven).
- Competitieniveau en afdelingsletter of Officiële eindstand Eredivisie
  - Competitieniveau en afdelingsletter

Hierbij geeft het getal het niveau weer, dat ook terug te vinden is in de legenda. De letter is de afdelingsaanduiding en wordt gebruikt wanneer er meer afdelingen zijn op hetzelfde niveau. De afdelingsletter is altijd een hoofdletter en wordt meestal zonder nummer gebruikt.
Voorbeeld: 2F is niveau 2e klasse competitie F.
Het competitieniveau en nummer wordt niet vermeld wanneer er slechts één competitie van dit niveau was.
  - Officiële eindstand Eredivisie (getal staat tussen haakjes vermeld)

Sinds de introductie van play-offwedstrijden voor Europees voetbal na afloop van de reguliere competitie in 2005/06, is de KNVB verplicht een eindstand van de Eredivisie door te geven aan de UEFA aan de hand van deze play-offwedstrijden.
Bij deze eindstand staan clubs die zich hebben gekwalificeerd voor Europees voetbal hoger dan clubs die zich niet wisten te kwalificeren. Indien er geen verschil was tussen de eindnotering en de officiële eindstand, staat dit getal niet vermeld.

- Onderafdeling

Hier staat afgekort de naam van de onderafdeling indien de club in dat jaar in een onderafdeling uitkwam. Tevens staat deze afkorting in de legenda en wordt gelinkt naar het artikel over deze onderafdeling. Deze afkorting wordt alleen vermeld wanneer de club in het verleden in verschillende onderafdelingen heeft gespeeld. Deze vermelding is in de staaf altijd in kleine letters. Deze onderafdelingen zijn na het seizoen 1995/96 afgeschaft. Heeft de club in slechts één onderafdeling gespeeld, dan is dit alleen terug te vinden in de legenda.
Onder de staaf staat het jaartal vermeld waarin het seizoen is afgesloten. 15 verwijst naar het seizoen 2014/15 of eventueel het seizoen 1914/15.
Wanneer een staaf leeg is, zijn deze gegevens niet bekend. Het kan ook zijn dat de club dat seizoen niet heeft meegespeeld op het hogere amateurniveau, vroegtijdig de competitie heeft verlaten of uit de competitie is gezet.

In het seizoen 1944/45 was er wegens de Tweede Wereldoorlog geen regulier competitievoetbal.
- Eerste divisie

- 2024–heden: NAC Breda

#### Seizoensoverzichten
| Resultaten van NAC Breda sinds de toetreding in het vrouwenvoetbal in 2024 | Resultaten van NAC Breda sinds de toetreding in het vrouwenvoetbal in 2024 | Resultaten van NAC Breda sinds de toetreding in het vrouwenvoetbal in 2024 | Resultaten van NAC Breda sinds de toetreding in het vrouwenvoetbal in 2024 | Resultaten van NAC Breda sinds de toetreding in het vrouwenvoetbal in 2024 | Resultaten van NAC Breda sinds de toetreding in het vrouwenvoetbal in 2024 | Resultaten van NAC Breda sinds de toetreding in het vrouwenvoetbal in 2024 | Resultaten van NAC Breda sinds de toetreding in het vrouwenvoetbal in 2024 | Resultaten van NAC Breda sinds de toetreding in het vrouwenvoetbal in 2024 | Resultaten van NAC Breda sinds de toetreding in het vrouwenvoetbal in 2024 | Resultaten van NAC Breda sinds de toetreding in het vrouwenvoetbal in 2024 | Resultaten van NAC Breda sinds de toetreding in het vrouwenvoetbal in 2024 | Resultaten van NAC Breda sinds de toetreding in het vrouwenvoetbal in 2024 | Resultaten van NAC Breda sinds de toetreding in het vrouwenvoetbal in 2024               |
| Seizoen                                                                    | Competitie                                                                 | Competitie                                                                 | Competitie                                                                 | Competitie                                                                 | Competitie                                                                 | Competitie                                                                 | Competitie                                                                 | Competitie                                                                 | Competitie                                                                 | Kwalificatie                                                               | KNVB Beker                                                                 | Eredivisie Cup                                                             | Bijzonderheid                                                                            |
| Seizoen                                                                    | Divisie                                                                    | POS                                                                        | GW                                                                         | W                                                                          | G                                                                          | V                                                                          | PNT                                                                        | DV                                                                         | DT                                                                         | Kwalificatie                                                               | KNVB Beker                                                                 | Eredivisie Cup                                                             | Bijzonderheid                                                                            |
| -------------------------------------------------------------------------- | -------------------------------------------------------------------------- | -------------------------------------------------------------------------- | -------------------------------------------------------------------------- | -------------------------------------------------------------------------- | -------------------------------------------------------------------------- | -------------------------------------------------------------------------- | -------------------------------------------------------------------------- | -------------------------------------------------------------------------- | -------------------------------------------------------------------------- | -------------------------------------------------------------------------- | -------------------------------------------------------------------------- | -------------------------------------------------------------------------- | ---------------------------------------------------------------------------------------- |
| 2024/25 (najaar)                                                           | Vrouwen Eerste divisie B                                                   | 12                                                                         | 10                                                                         | 2                                                                          | 0                                                                          | 32                                                                         | 30                                                                         | 7                                                                          | 1e                                                                         | Vrouwen Eerste divisie A                                                   | Achtste finale                                                             | Geen deelname                                                              | NAC Breda treedt toe tot het vrouwenvoetbal                                              |
| 2024/25 (voorjaar)                                                         | Vrouwen Eerste divisie A                                                   | 14                                                                         | 8                                                                          | 2                                                                          | 4                                                                          | 26                                                                         | 27                                                                         | 19                                                                         | 3e                                                                         | Eredivisie                                                                 | Achtste finale                                                             | Geen deelname                                                              | Door het terugtrekken van Fortuna Sittard uit de Eredivisie nam NAC Breda deze plek over |
| 2025/26                                                                    | Vrouwen Eredivisie                                                         |                                                                            |                                                                            |                                                                            |                                                                            |                                                                            |                                                                            |                                                                            | e                                                                          |                                                                            |                                                                            |                                                                            |                                                                                          |

### Topscorers
- 2024/25:  Brigitte Franken (9)
- 0000000  Brigitte Franken (11)
- 2025/26: n.n.b.

### Trainers
- 2024–2025:  Richard Mank
- 2025–heden:  Jan de Hoon

## Voetnoten
1 De Haan ·
2 Heshof ·
3 Van den Burg ·
4 Verhoef ·
6 Heijblom ·
7 Promes ·
8 Aurélio ·
9 Franken ·
11 Schneijderberg ·
12 Nguyen ·
14 Hendriks ·
15 Fertoute ·
16 Oussoren ·
17 De Blij ·
18 Meerding ·
21 Cober ·
24 Goutier ·
25 Yetim ·
26 Zieleman ·
Buitendijk ·
Van Dalen ·
Van Houwelingen ·
Visser ·
Coach: Vacant
ADO Den Haag · Ajax · AZ · Excelsior · Feyenoord · sc Heerenveen · NAC Breda · PEC Zwolle · PSV · Telstar · FC Twente · FC Utrecht